# Chuck Norris
Carlos Ray "Chuck" Norris (Ryan, Oklahoma, 10. ožujka 1940.) je američki majstor borilačkih vještina, te televizijski i filmski glumac najpoznatiji po ulozi Cordella Walkera u TV-seriji Walker, teksaški rendžer.

## Životopis
Norris je rođen u gradu Ryanu u američkoj saveznoj državi Oklahomi. Imao je teško djetinjstvo, te se 1958. pridružuje Ratnom zrakoplovstvu SAD-a, te je poslan na bazu u Južnoj Koreji. Tamo je dobio nadimak "Chuck" te je počeo trenirati Tang Soo Do, u kojem je zaradio crni pojas. Potom se vraća u SAD, a 1962. je otpušten od službe. Ubrzo otvara lanac karate škola. 

### Put do slave
Počeo se natjecati na raznim turnirima, te je 1968. osvojio naslov prvaka karatea u srednjoj kategoriji, kojeg je branio šest godina uzastopno. Godine 1969., nakon što je ostvario najviše pobjeda u godini, časopis Black Belt Magazine ga je proglasio borcem godine. Iste godine, po prvi put je ostvario glumačku ulogu u filmu Deana Martina The Wrecking Crew. 
Godine 1970., njegov je brat poginuo u Vijetnamu, te mu je Norris kasnije posvetio film Missing in Action. Dvije godine kasnije, na jednoj demonstraciji borilačkih vještina upoznaje Brucea Leeja, te je glumio njegovog neprijatelju u filmu Na zmajevom putu, koja mu je donijela širu popularnost. Godine 1974. Norris počinje pohađati satove glume na Metro-Goldwyn-Mayeru, te završava svoju karateašku karijeru sa 182 pobjede, 10 poraza i 2 neriješena rezultata.
Svoju prvu glavnu ulogu dobio je 1977. u filmu Breaker! Breaker!, te filmovima poput The Octagon, An Eye for an Eye, i Lone Wolf McQuade. Također, glumio je i u filmovima Code of Silence, The Delta Force, i Firewalker, u kojem mu je partner bio dobitnik Oscara, Louis Gossett, Jr.
Godine 1997. postao je tek treći zapadnjak koji je dobio crni pojas, 8. dan. Tri godine kasnije svjetski karate savez mu je dodijelio nagradu za životno djelo. 

### Walker, teksaški rendžer
Norris je 1993., nakon par neuspješnih filmova, započeo sa snimanjem TV serije Walker, teksaški rendžer, u kojoj je imao glavnu ulogu. Serija se prikazivala osam godina, a uloga rendžera Cordella Walkera postala je Norrisov zaštitni znak.

## Privatni život
Norris se 1958. oženio s Diane Holechek, a 1963. je rođen njegov prvi sin Mike. Iduće godine, dobio je kćerku Dinu iz veze s neoženjenom ženom, a 1965. rodio mu se drugi sin Eric. Nakon 30 godina braka, razveo se od Holchek 1988. godine. Deset godina kasnije oženio se s 23 godine mlađom Genom O'Kelley. Ona je imala dvoje djece iz prethodnog braka, a 2001. je rodila blizance, dječaka Dakotu Alana, te djevojčicu Danilee Kelly.
Napisao je nekoliko knjiga, a 2005. je osnovao World Combat League, ekipno borilačko natjecanje.

## "Činjenice o Chucku Norrisu"
Krajem 2005., Norris je postao objekt internetskog fenomena poznatog kao "Činjenice o Chucku Norrisu" (eng.: "Chuck Norris facts"). To su niz šala o njegovoj "herojskoj" snazi i odlikama, ili pak o jačini njegovog kružnog udarca (primjeri šala: "Chuck Norris igra ruski rulet s punim pištoljem i uvijek pobjeđuje.", "Gdje je rođen Chuck Norris? U kući koju je sam izgradio.") Norris je izjavio da se ne osjeća uvrijeđen tim šalama, te da i neke smatra smiješnima.
Dana 29. studenog 2007. izdavačka kuća Gotham Books je objavila knjigu Istina o Chucku Norrisu: 400 činjenica o najvećem čovjeku na svijetu, baziranu na navedenim činjenicama o Chuck Norrisu. Norris je u prosincu iste godine podnio tužbu protiv izdavačke kuće zbog povrede prava.

## Filmografija
- Zelene beretke (1968.)
- The Wrecking Crew (1969.)
- Na zmajevom putu (1972.)
- The Student Teachers (1973.)
- Slaughter in San Francisco (1974.)
- The Warrior Within (1976.) (dokumentarac)
- Bruce Lee, the Legend (1977.) (dokumentarac)
- Breaker! Breaker! (1977.)
- Good Guys Wear Black (1978.)
- A Force of One (1979.)
- The Octagon (1980.)
- An Eye for an Eye (1981.)
- Silent Rage (1982.)
- Forced Vengeance (1982.)
- Lone Wolf McQuade (1983.)
- Missing in Action (1984.)
- Missing in Action 2: The Beginning (1985.)
- Code of Silence (1985.)
- Invasion U.S.A. (1985.)
- The Delta Force (1986.)
- Firewalker (1986.)
- The Karate Kommandos (1986.) (animirana serija)
- Braddock: Missing in Action III (1988)
- Hero and the Terror (1988)
- Delta Force 2: The Colombian Connection (1990.)
- The Hitman (1991.)
- Sidekicks (1992.)
- Hellbound (1994.)
- Top Dog (1995.)
- Forest Warrior (1996.)
- Logan's War: Bound by Honor (1998.)
- The President's Man (2000.)
- The President's Man 2: A Line in the Sand (2002.)
- Bells of Innocence (2003.)
- Dodgeball: A True Underdog Story (2004.)
- The Contender (2005.)
- The Cutter (2005.)
- Plaćenici 2 (2012.)

## Vanjske poveznice
- Službena stranica
- Chuck Norris u internetskoj bazi filmova IMDb-u (engl.)